# 사나 칸
사나 칸(힌디어: सना खान, 영어: Sana Khan, 1987년 8월 21일 ~ )은 인도의 배우, 모델, 댄서이다.